# Максимилиан Еразмус фон Цинцендорф
Максимилиан Еразмус фон Цинцендорф-Потендорф (на немски: Maximilian Erasmus Graf von Zinzendorf und Pottendorf) е граф, господар на Цинцендорф и Потендорф в Австрия, полковник, камерхер в Дрезден в Курфюрство Саксония.

## Биография
Роден е на 1 октомври 1722 година. Той е вторият син на граф Фридрих Кристиан фон Цинцендорф-Потендорф (1697 – 1756), камерхер в Курфюрство Саксония, и първата му съпруга Доротея Юлиана Амалия, родена фрайин фон Полхайм (1700 – 1727), дъщеря на фрайхер Еберхард Матиас фон Полхайм (1660 – 1704) и графиня Маргарета Сузана фон Цинцендорф-Потендорф (1660 – 1722). Правнук е на имперски граф Максимилиан Еразмус фон Цинцендорф-Потендорф (1633 – 1672) и фрайин Анна Амалия фон Дитрихщайн-Холенбург (1638 – 1696). Брат е на Лудвиг фон Цинцендорф (1721 – 1780) и полубрат на Карл фон Цинцендорф (1739 – 1813) и Фридрих Август фон Цинцендорф (1733 – 1804).
Родителите му са протестанти. Баща му Фридрих се жени втори път през 1726/1727 г. за графиня Кристиана София фон Каленберг (1703 – 1775).
Максимилиан получава военно образование и се издига на полковник. В Дрезденския двор той е направен камерхер.
Умира на 5 декември 1780 година в Дрезден на 58-годишна възраст. След смъртта му е наследен от брат му Фридрих Август фон Цинцендорф като наследствен господар на фамилните имоти в Долна Австрия.

## Фамилия
Максимилиан Еразмус фон Цинцендорф се жени на 1 октомври 1763 г. за графиня Рафаела Шарлота фон Корнфайл (* 22 декември 1720), дъщеря на граф Хектор Вилхелм фон Корнфайл и графиня Мария Йозефа фон Ауершперг. Бракът е бездетен. Рафаела Шарлота е от 1773 г. собственичка на Цана, чийто имоти след смъртта на Хектор Хайнрих фон Корнфайл тя и брат ѝ получават.